# سرخی اسکوبار
سرخی اسکوبار (اسپانیایی: Sergi Escobar‎؛ زادهٔ ۲۲ سپتامبر ۱۹۷۴) دوچرخه‌سوار اهل اسپانیا است.
وی در مسابقات کشوری و بین‌المللی در مجموع برندهٔ ۱ مدال طلا، ۱ مدال نقره، ۵ مدال برنز شده‌است.